# Rio Inferno Grande
O rio Inferno Grande é um curso de água do estado de Santa Catarina, no Brasil.
Nasce próximo à cidade de Monte Carlo e corre para o sul até encontrar as águas do rio Canoas, do qual é um dos principais afluentes.